# Ochyraea cochlearifolia
Ochyraea cochlearifolia là một loài Rêu trong họ Amblystegiaceae. Loài này được (Venturi) Ignatov & Ignatova mô tả khoa học đầu tiên năm 2004.